# 约阿希姆·皮尔施
约阿希姆·皮尔施（德語：Joachim Pirsch，1914年10月26日—1988年8月25日），德国男子赛艇运动员。他曾代表德国参加1936年夏季奥林匹克运动会赛艇比赛，联同维利·凯德尔获得男子双人双桨银牌。